# Nihon bijutsu token hozon kyokai

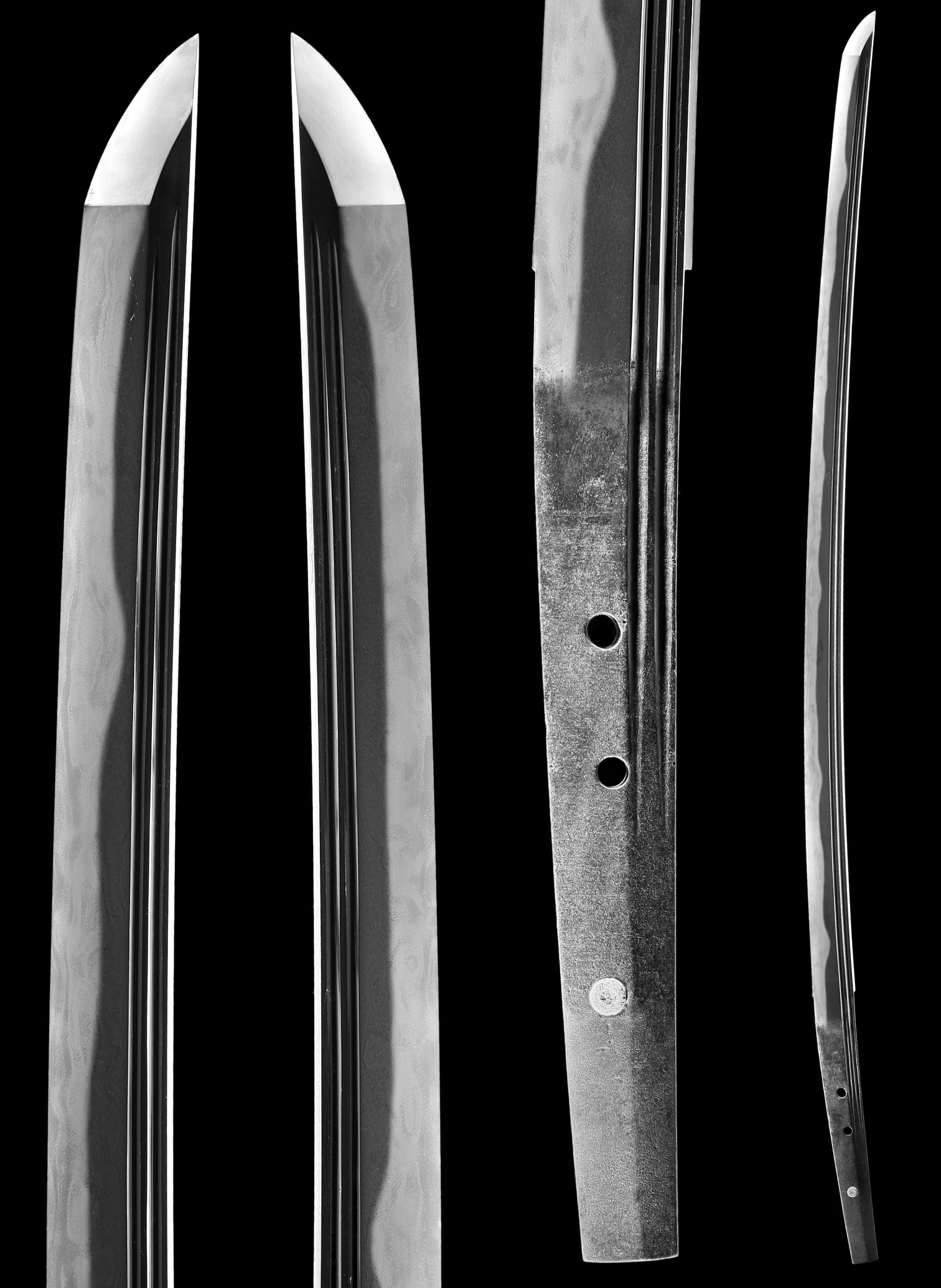
Katana de l'école Soshu attribué à Etchu Norishige et classé Tokubetsu juyo token par le NBTHK.

Le Nihon bijutsu token hozon kyokai (日本美術刀剣保存協会) (NBTHK) ou « Société pour la préservation de l'art des sabres japonais » est un organisme du gouvernement japonais dont la mission est l'enregistrement et la conservation des anciens sabres japonais.
L'Agence pour les affaires culturelles fonde le NBTHK en 1948, en réponse à l'interdiction alliée portant sur les sabres japonais après la Seconde Guerre mondiale,.
Le NBTHK organise des concours annuels pour les forgerons contemporains, qui constituent le point culminant du calendrier de la fabrication des sabres japonais. Un succès dans cette compétition est une haute distinction.
La Société émet des certifications pour les sabres anciens. Il existe quatre niveaux de classification dans ce système : hozon (digne de conservation), tokubetsu hozon (œuvre de haute valeur digne de protection), juyo token (sabre important) et tokubetsu juyo token (valeur et importance la plus haute),. Une certification par le NBTHK peut décupler la valeur de revente d'un sabre. 
Le NBTHK est également responsable du musée du sabre japonais situé à Tokyo.